# Valentín Andrés
Valentín Andrés Álvarez (né à Grado en Espagne le 20 juillet 1891, où il est mort le 21 septembre 1982) est un écrivain, économiste, humoriste et physicien espagnol de la Génération de 27.

## Biographie
Il fait ses jeunes études à Oviedo et Gijón avant de déménager à Madrid pour obtenir un diplôme en Sciences physiques. C'est à Madrid qu'il rencontre José Ortega y Gasset, avec qui il devient proche.
Sa passion pour l'astronomie l'amène à déménager à Paris, mais comme il le reconnaîtra par la suite : « je ne suis revenu de Paris qu'avec un livre de poésie. » Ortega y Gasset définit Valentín Andrés comme « l'homme qui cesse sans arrêt d'être quelque chose », et cela se confirme à son retour en Espagne, où il reprend les études universitaires pour obtenir un diplôme en droit et en science politique.
Ses réceptions dans son petit palais de Dóriga en Asturies, où il reçoit à de nombreuses occasions son ami Benjamín Jarnés ainsi que Federico García Lorca, qu'il héberge en 1932, ainsi qu'à sa troupe de théâtre La Barraca.
Pour développer sa carrière d'humoriste, il devient le disciple de Ramón Gómez de la Serna.
Valentín Andrés développe tout au long de sa vie plusieurs carrières, dont la principale est celle d'économiste, mais qu'il associera avec celles d'essayiste et poète, en passant par romancier et dramaturge.

## Œuvre

### Romans
- Telarañas en el cielo.
- ¡Tarari! ; Pim, pam, pum ; Sentimental dancing, éd. Artes de la Ilustración, 1925 ; éd. Aguilar, 468 p.,  (ISBN 978-84-03-07223-7), 1948.
- Naufragio de la Sombra, éd. Aneto Publicaciones, 96 p.,  (ISBN 978-84-15445-39-5) 2012.

### Essais
- Apuntes de Introducción a la Economía Española, 1944.
- Contabilidad Nacional de España, comme collaborateur, 1954-1964.
- Tabla input-output de la Economía española, comme collaborateur, 1958-1968.
- Relaciones estructurales y desarrollo económico. Las tablas input-output como instrumento para la programación económica de España, comme collaborateur, dir. Manuel de Torres, 1960.
- Más allá de la Economía, 1962.
- Guía espiritual de Asturias y obra escogida, Oviedo, éd. Caja de Ahorros de Asturias, 244 p.,  (ISBN 978-84-500-3508-7), 1980.
- Y en el principio fue la manzana, il. Julia Alcayde, Oviedo, éd. Caja de Ahorros de Asturias, 64 p.,  (ISBN 84-505-1939-X), 1985.
- En serio y en broma, éd. Instituto de Estudios Asturianos, 160 p.,  (ISBN 978-84-87212-13-0), 1991.
- Libertad económica y responsabilidad social : diez estudios, textes de Valentín Andrés, éd. Ministerio de Trabajo y Asuntos Sociales, 234 p.,  (ISBN 978-84-7434-955-9), 1991.

### Mémoires
- Memorias de medio siglo, éd. Caja de Ahorros de Asturias, 128 p.,  (ISBN 978-84-505-8910-8), 1989.